# Dan (popolo)
I Dan, o più precisamente Danwopeumin ("coloro che parlano dan"), chiamati anche Yacouba in Costa d'Avorio e Gio in Liberia, sono un popolo dell'Africa occidentale che vive prevalentemente nella zona centro-occidentale della Costa d'Avorio, e in particolare nella regione di Tonkpi. Alcune comunità Dan vivono anche nel nord-est della Liberia, nella contea di Nimba, e in Guinea..
I Dan sono conosciuti per la loro arte, in particolare per i rituali con le maschere (Ge o Gle), così come per la loro società segreta, Gor.

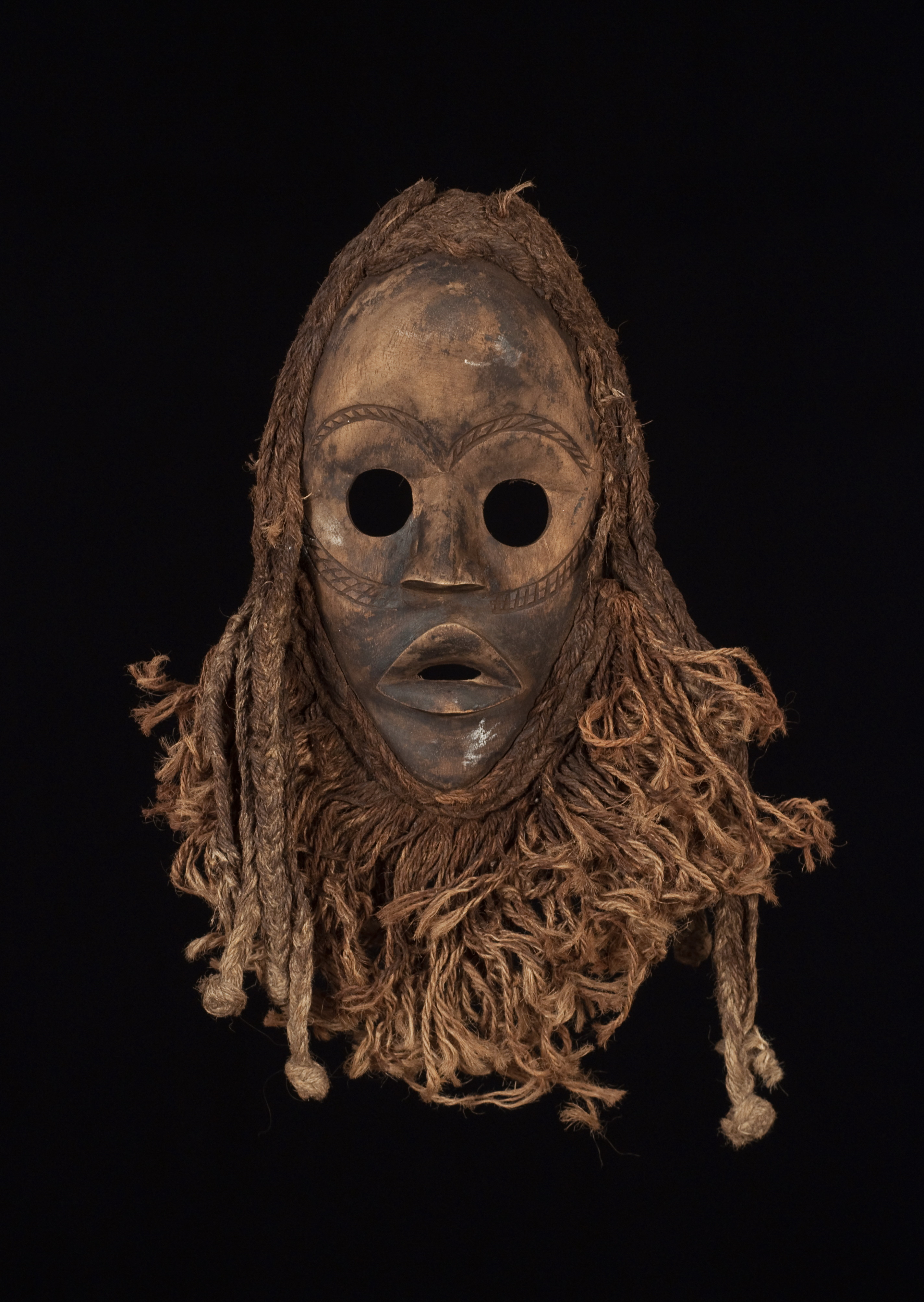
Maschera rituale Dan

Originari come gli altri popoli mandé dalla regione del Sudan occidentale, tra gli attuali Mali e Guinea, la posizione e i movimenti dei Dan, come dei popoli affini Mano e We possono essere ricostruiti fin dall'VIII secolo, epoca in cui si trovavano nella regione delle Savane della Costa d'Avorio settentrionale. Nel X secolo, i disordini politici, la crescita della popolazione e l'esaurimento delle terre causarono la migrazione a sud della catena di Nimba, verso la regione delle foreste della Guinea.
I Dan sono principalmente agricoltori. Periodicamente disboscano i terreni forestali per coltivare i propri alimenti di base e raccolti da reddito, come riso, manioca, patate dolci e una varietà di mais. Oggi coltivano anche cacao, caffè e gomma. Il lavoro agricolo è prevalentemente svolto dagli uomini, ma alle donne viene assegnato un piccolo appezzamento di terreno su cui coltivare le verdure da utilizzare in casa o da vendere al mercato. L'olio di palma viene estratto da numerose palme selvatiche e poi utilizzato come combustibile in cucina.